# Daniel Alarcón
Daniel Alarcón (Lima, 5 de mayo de 1977) es un escritor, antropólogo, periodista, columnista y locutor peruano naturalizado estadounidense, radicado en Oakland (California), donde trabaja como escritor visitante en el Mills College.
Su obra ha sido reseñada en medios como The New Yorker, Harper's Magazine, Virginia Quarterly Review y revistas latinoamericanas como Somos y Etiqueta Negra. Su obra no ficticia ha aparecido en Salon.com y Eyeshot, y es editor asociado de la revista peruana Etiqueta Negra. Ha sido ganador de la Beca Fulbright en Perú.

## Biografía
Alarcón se mudó a los Estados Unidos poco antes de la época de Sendero Luminoso, y fue criado desde los 3 años en Birmingham (Alabama), estudiando en el colegio Indian Springs en el condado Shelby en Alabama. Está graduado en antropología por la Universidad de Columbia, ha estudiado en Ghana y fue profesor durante dos años en Nueva York. Le concedieron recientemente una beca Gugenheim, nominándole como "uno de los 21 novelistas jóvenes americanos" (GRANTA, Reino Unido) y uno de los 39 novelistas latinoamericanos (Bogotá, Colombia). En mayo de 2007 fue invitado a formar parte de una Embajada cultural estadounidense, con la misión de recorrer el Oriente Medio presentando sus obras.

## Publicaciones
Escribe en inglés, y su obra es traducida al español por Jorge Cornejo
- Su primer libro, Guerra en las penumbras (Ed. HarperCollins, 2005), colección de cuentos ambientados en la época del miedo en Perú, cuando este país estaba amenazado por los terroristas de Sendero Luminoso. Fue finalista en el 2006 del premio de la Fundación Hemingway (PEN/Hemingway Foundation Award).
- Radio Ciudad Perdida (Ed. Alfaguara, 2007) publicada el 30 de enero de 2007 su primera novela
- El rey siempre está por encima del pueblo (Planeta, 2009) es su último libro de cuentos.
- Ciudad de payasos (Ed. Alfaguara, 2011).
- De noche andamos en círculos (Seix Barral, 2013).
- La balada de Rocky Rontal (Estruendomudo, 2017).

## Premios y reconocimientos
- Ganador en 2004 del Whiting Writers Award para obras de ficción.
- Ganador en 2007 de Guggenheim Fellowship.
- Nombrado uno de los 21 novelistas jóvenes americanos (GRANTA, UK, 2007).
- Nombrado uno de los 39 novelistas latinoamericanos (Bogotá, Colombia).
- Ganador de la beca MacArthur (2021).[4][5]